# Szezonális kiigazítás
A szezonális kiigazítás egyik fő célja, hogy az idősorokat térben és időben összehasonlíthatóvá tegye.

## Mi a szezonalitás és miért okozhat problémát?

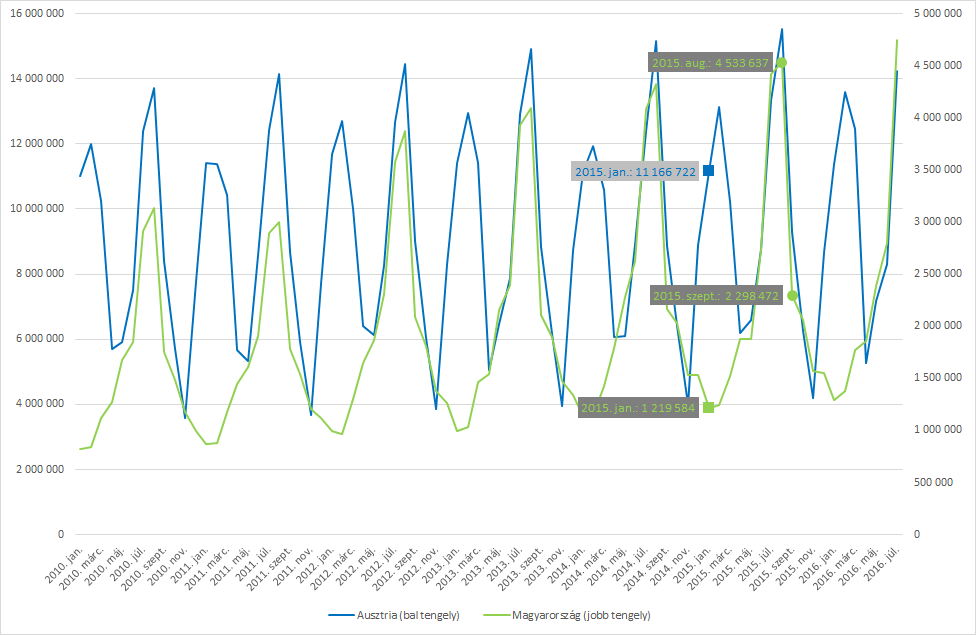
1. ábra: Vendégéjszakák számának alakulása 2001. január és 2016. június között Magyarországon és Ausztriában (kiigazítatlan adatok)

A szezonális hatásról vagy szezonalitásról akkor beszélünk, ha egyes évek azonos időszakaiban, azonos irányban és közel azonos mértékben változnak az adatok, vagyis az idősorban bizonyos periodicitás figyelhető meg. Ez a jelenség elfedheti a folyamatok lényeges jellemzőit, mint a növekedést, csökkenést, fordulópontot vagy más folyamatokkal való kapcsolatot.
Azért, hogy jobban lássuk, mit okozhat a szezonalitás, nézzük meg a következő példát. A Központi Statisztikai Hivatal (KSH) adatai szerint Magyarországon 2015-ben augusztusról szeptemberre 46,7%-kal esett vissza a vendégéjszakák száma. Ilyen jellegű visszaesés minden évben megfigyelhető, hiszen vége van a nyári szünetnek, rosszabbra fordul az időjárás, ezért kevesebben indulnak nyaralni. De ez a csökkenés nem jelenti, hogy bármi probléma lenne a szektorral; így a nyers adatok időbeli rövidtávú összehasonlítása esetlegesen téves következtetésekre vezethet. Ha ezen hatásokat kiszűrjük, vagyis szezonális kiigazítást végzünk, akkor időben is összehasonlítható adatokat kapunk. (1. ábra)

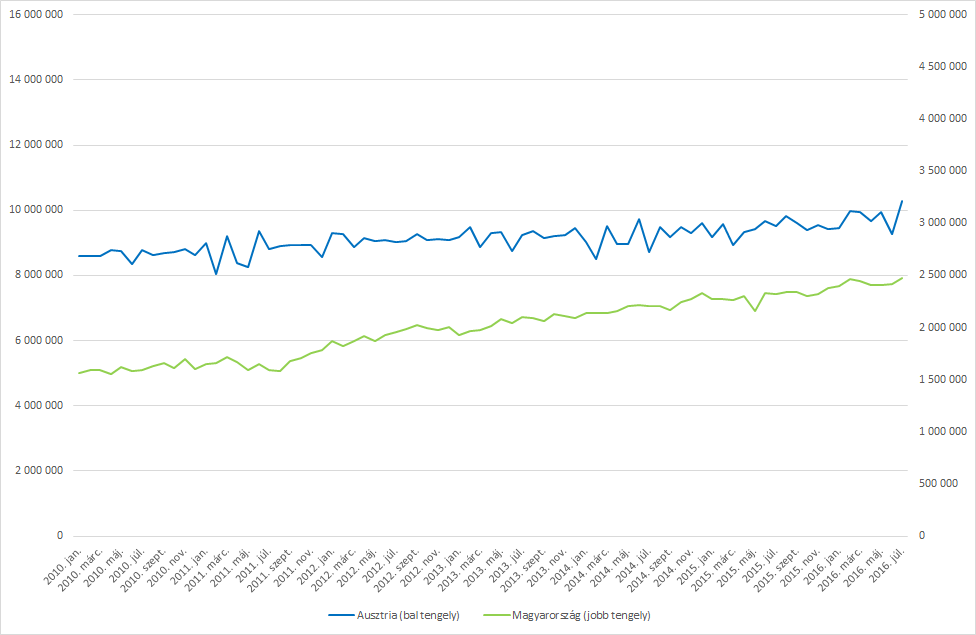
2. ábra: Vendégéjszakák számának alakulása 2001. január és 2016. június között Magyarországon és Ausztriában (szezonálisan és naptárhatással kiigazított adatok)

Tovább vizsgálva az adatokat azt láthatjuk, hogy hazánkban a 2015. év januári adatai szerint 20,2%-os visszaesés volt megfigyelhető az előző hónaphoz képest, a szomszédos Ausztriában pedig ugyanebben az időszakban 26,3%-os növekedés volt megfigyelhető. Ezen információk nem azt jelentik, hogy sokkal rosszabbul teljesítünk, mint nyugati szomszédunk. Csupán arról van szó, hogy Ausztriában a nyári főszezon mellett a síszezon is a szezonalitás részét képezi. Ezek a hatások az egyes évek azonos időszakaiban jelentkeznek, és közel azonos mértékben változtatják az adatokat. Láthatjuk, hogy ebben a példában a magyar adatok közvetlenül nem összehasonlíthatóak az osztrák adatokkal. De ha ezen hatásokat kiszűrjük, vagyis szezonális kiigazítást végzünk, akkor térben is összehasonlítható adatokat kapunk (2. ábra).

## Mit értünk pontosan szezonálisan kiigazított adat alatt, és hogyan értelmezzük azt?
Amikor a hivatalos statisztikában szezonálisan kiigazított adatokról beszélünk, az valójában szezonálisan és naptárhatással kiigazított adatokat jelent. Naptárhatásról akkor beszélünk, ha nem éves periodicitású, de naptár ismeretében jól kimutatható hatás befolyásolja az idősor alakulását. Ilyen lehet például a munkanap-, a szökőnap- vagy a húsvéthatás. A szezonálisan és naptárhatással kiigazított adatokat elsősorban akkor érdemes használnunk, ha rövidtávú, vagyis éven belüli változásokra vagyunk kíváncsiak: például hó/előző hó vagy negyedév/előző negyedév.

## Hogyan történik a szezonális kiigazítás?
A szezonális kiigazítás többféle módon is elvégezhető. A klasszikus módszerekről olvashatunk az idősor szócikkben. Ezeken kívül léteznek szofisztikáltabb módszerek is, melyeknek két nagy módszercsaládja ismert: az egyik az X-család, ami mozgóátlagolással, a másik a TRAMO/SEATS jelkinyerés módszerével hajtja végre a szezonális kiigazítást.

## A Központi Statisztikai Hivatal gyakorlata
Magyarországon a KSH rendszeresen végez szezonális kiigazítást bizonyos idősorai esetében, melyek publikálásra is kerülnek. A hivatalos statisztikában az Eurostat és az Európai Központi Bank (ECB) által ajánlott JDemetra+ szoftverrel végzik a szezonális kiigazítást, és a TRAMO/SEATS eljárást alkalmazzák. A KSH gyakorlatáról részletes leírás található a Hivatal honlapján.